# Mogollon kultura
Mogollon kultura /Ime dolazi po planinama Mogollon/, prehistorijska kultura koja se javila, između 200 i 1450 godine, na američkom jugozapadu na granici današnjih država Arizona i Novi Meksiko.
Mogolonu je prethodila kultura Cochise, a naučnici je dijele na pet razvojnih perioda: Mogollon 1 i 2 između 200-650; Mogollon 3, 650–850; Mogollon 4, 850–1000; i Mogollon 5, 1000–1450, koji uključuje i klasičnu Mimbre fazu, 1050–1200. Ljudi Mogollona poznaju lončariju, koja je vjerojatno došla s juga, iz Meksika. U periodu 1 lončarija je smeđe boje, dok se u periodu 2 javlja dekoracija, rektilinearni dizajni. 
U periodu Mogollon 1 ljudi žive u malenim selima u kućama od ožbukanog pletenog šiblja, ukopane u tlo od 10 do 40 inči (25 do 100 cm), s ulazom kroz tunel. Glavna hrana ovih ljudi je divlje sjemenje, korijenje i orasi. Kao lovci hvataju sitniju divljač, osobito zečeve i guštere. Tijekom perioda Mogollon 2 lončarija je raznovrsnija. Ljudi počinju s uzgojem kukuruza i lovom na krupniju divljač (jelen).
Period Mogollon 3 glavne promjene doživljava na lončariji, crveno-na-smeđe. Kuće su veće a grade se i posebne ceremonijalne zgrade, kive, što je mogući utjecaj Anasazija sa sjevera Novog Meksika. 
U periodu Mogollon 4. zemunice se grade upotrebom kamena, a u 5. periodu bit će zamijenjene nastambama od ćerpiča (adobe houses) koje se grade izravno na tlu i imaju jedan do tri ili više katova. Najslavniji lokalitet je Paquimé u meksičkoj saveznoj državi Chihuahua.
Lončarija, crno-na-bijelo, utjecaj je Anasazija, javlja se u 4. i 5. periodu.

## Vanjske poveznice
- Mogollon Culture  Arhivirana inačica izvorne stranice od 6. srpnja 2008. (Wayback Machine)